# Salustio González Rincones
Salustio González Rincones (San Cristóbal, Táchira, 1 de junio de 1886 - Alta Mar, Buque Caribia, 5 de mayo de 1933), fue un poeta, dramaturgo, cronista, diplomático y traductor venezolano, precursor del vanguardismo en ese país. Fue conocido también por su seudónimo, el anagrama Otal Susi.

## Biografía

### Primeros años
Salustio González Rincones nació en la ciudad fronteriza de San Cristóbal. Sus padres fueron Carlos González Bona, fundador de la Compañía Petrolera del Táchira, primera compañía petrolera venezolana, y Soledad Rincones, hermana de Pedro Rafael Rincones, otro de los fundadores de dicha empresa.
Carlos González Bona, a pesar de no ser poeta, fue autor de una importante antología de corridos llaneros denominada Trescientas cantas llaneras. Esta obra sería una influencia fundamental para la escritura de libros de González Rincones como Corridos sagrados y profanos (1922) y La Yerba Santa (1929).

### Estudios y carrera diplomática
González Rincones estudió en Caracas, en los colegios Padre Sederstzomg y Santa María. Luego estudió ingeniería en la Universidad Central de Venezuela, sin llegar a graduarse.
Formó parte del Grupo La Alborada (1909), junto con autores como Rómulo Gallegos, Julio Planchart, Julio Rosales y Enrique Soublette.
Parte de Venezuela en 1910, viviendo por épocas en Barcelona, Madrid, París, Ginebra y Roma, donde trabajó como diplomático. Regresa brevemente en 1914 a Venezuela, pero luego su vida se desarrolla en el extranjero.
Participó activamente en publicaciones de la época como El Cojo Ilustrado, Élite o El Universal.

### Modernismo disidente y vanguardia (1907-1922)
Para Jesús Sanoja Hernández y Julio Miranda, la obra de González Rincones puede dividirse en dos etapas: la primera, formada por sus primeros poemas (Caminos noveles, Llamaradas blancas, Las cascadas asesinas y Carta de Salustio a su mamá en Nueva York, todos publicados en 1907) donde se le describe a veces como un modernista disidente, a veces como vanguardista y otra formada por lo publicado después de 1922. Toda la obra de 1907 permaneció inédita hasta la publicación de la antología preparada por Sanoja Hernández, con la ayuda de Yvonne González Rincones de Klemprer.
De estas obras, la Carta de Salustio a su mamá en Nueva York, es muy probablemente la más radical de todas.
Para Santiago Acosta, aunque las obras de 1907 no fueron publicadas sino hasta 1977, "estos poemas nos permiten evidenciar que ya en la primera década del siglo XX no solo se componían versos e imágenes claramente vanguardistas en nuestra ciudad capital, sino que se hacía de una manera que arriesgaba el sentido en virtud de una expresividad que prácticamente carecía de antecedentes en la poesía venezolana (…)  Jesús Sanoja Hernández catalogó a González Rincones como «modernista tardío», y así fue tomado hasta que Julio Miranda, casi tres décadas después, lo reivindicó como vanguardista temprano."
En esta época Salustio González Rincones representará también las obras de teatro Las sombras (1909) y El puente triunfal (1910).

### Rupturismo (1922-1933)

#### Sonetos y corridos
A partir de 1922, con la publicación de Trece sonetos con estrambote a Σ, González Rincones se convierte en "un rupturista, un renovador, un escritor que parece escribir al margen de o, incluso, fuera de la literatura venezolana".Para Jaime Yáñez "Trece sonetos con estrambote a Sigma (por la s de sífilis) nos presenta a ese Salustio fascinado por el léxico que continúa en su ejercicio de huida, de fuga, de escapar de lo trascendente y se dedica aquí a recibir, con fuerza mucho mayor a la de sus poemas iniciales, su espíritu lúdico. Un poeta que se pregunta: ¿puedo hablar de estos temas de esta forma?. ¿Para qué hablar de la sífilis en sonetos en 1922? Hay un interés esencial en el modo de expresión y el juego que trae consigo, y este parece tener mayor importancia que la exploración de lo feo que se conjuga también en este poemario. ¿Qué objetivo? Ninguno más que el que nos da Salustio: un interesante ejercicio estético, un divertimento, un cuestionamiento de los límites y márgenes que parece más que crecer en su tensión, ignorarlos completamente."Por su parte Julio Miranda afirma que este libro "puede considerarse un ejercicio de estilo antipoético".
En 1922 publicará Corridos sagrados y profanos, poemario fuertemente influenciado por Trescientas cantas llaneras, libro escrito por su padre.En 1928 publica Siete sonetos de color.

#### La Yerba Santa
En 1929 publicará en París su más famoso poemario, La Yerba Santa, un libro vanguardista en el que "ejecuta un proceso de invención de lenguas indígenas a través de juegos de traducción y figuraciones con elementos internados en la cultura popular, llevando al límite la metatextualidad: cada poema en lengua indígena inventada posee a su vez dos versiones traducidas al español, en las que un traductor ficticio va generando notas al pie de las mismas; a la vez, González Rincones crea un poema en clave de ciencia ficción y textos que albergan sonoridades coloquiales y estructuras de corrido."
Sobre este libro dirá Sanoja Hernández: "(u)n caso similar al de La yerba santa no conocíamos, en cuanto a desafío de falsario, a invención traviesa, a divertimento".
Para Jesús Montoya, "(l)os cantos de La Yerba Santa fundamentan una valorización de lo popular. Además de la invención de lenguas indígenas teniendo de fondo el pasado de conquista tejen una realidad utópica para formar raíces espectrales con la historia, el territorio y la lengua, así como con el imaginario de lo «nacional»; añoranza o deseo utópico de definir una identidad venezolana, o bien problematizar sobre ella y su origen. Cabe preguntarnos si la invención de estas lenguas busca cuestionar el pasado colonial venezolano por medio de la mirada extranjera (pensemos en las traducciones y expediciones del profesor alemán Ottius Halz en la ficción de la obra) que como discurso corroboran la descripción y registro del mismo. Los poemas de La Yerba Santa resguardan el archivo oral de quien traduce. Las lenguas inventadas aspiran tener la condición misma de los textos en que son traducidas, significar, es decir, las lenguas inventadas con sus artificios textuales (notas al pie, coloquialismos, vocablos criollos, distopía) revelan al lector la complejidad de la narración del pasado histórico —parodiado o no— de Venezuela; así como sus manifestaciones orales, su lenguaje, valga decir, su tradición."

Para Juan Cristóbal Castro, existe una relación clara entre La yerba santa y la obra de Ramos Sucre y Enrique Bernardo Núñez, en torno a la ruinología:
Los poemas de Ramos Sucre no son sino producto de una labor sobre ruinas culturales, donde la crítica a lo heroico tiene un peso relevante a partir de fragmentos de escenas, situaciones e imágenes de la tradición canónica occidental. Por su parte, Enrique Bernardo Núñez con Cubagua trabaja con ruinas fantasmales de la colonización española y su deseo de riqueza que reaparece en la modernización petrolera. Y finalmente está el Salustio González Rincones de La yerba santa, quien usa vestigios del discurso antropológico y filológico que pretendieron esencializar lo folklórico nacional, en una particular modalidad de lo que llamaría “(im)popular”, es decir, lo popular que no ha sido absorbido por el poder estatal o mediático y reciclado como “populismo”.
En la obra de González Rincones hay un juego constante en torno al yo y La yerba santa es quizá es mejor ejemplo de ello. No solo utiliza el seudónimo Otal Susi, como ya lo había hecho antes, sino que hace uso de una serie de personajes que no son sino del desdoblamiento de su personalidad. En este sentido, Juan Cristóbal Castro relaciona su obra con la de autores contemporáneos como Teresa de la Parra (Ifigenia y Memorias de Mamá Blanca) o Julio Garmendia (El difunto yo, relato de La tienda de muñecos), así como de autores posteriores como Eugenio Montejo y su obra heterónima.
Para Julio Miranda "el innominado traductor, el erudito alemán Ottius Halz, el fugaz Sir Sawy Lost, el saturniano" son anagramas de Salustio, máscaras ficcionales.
En 1930 publicará Viejo jazz, poemario dedicado a sus viejos compañeros de La Alborada. En 1932 publicará su último libro, Cantando germinan.

### Muerte
En 1933 Salustio González Rincones inicia su viaje de regreso a Venezuela debido a la gravedad de su estado de salud. Sin embargo, no llegará con vida y fallece en Alta Mar, a bordo del Buque Caribia, el 5 de mayo de 1933.

## Legado

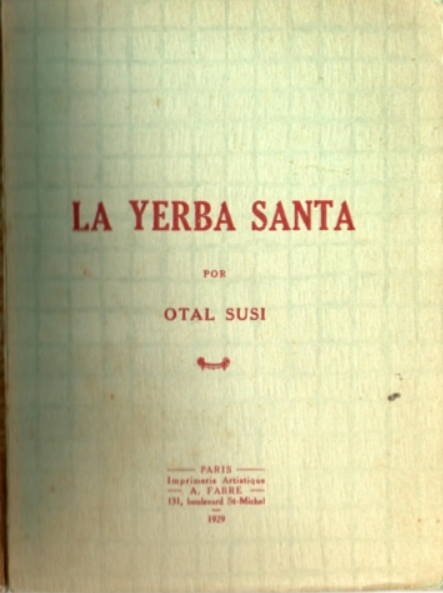
La Yerba Santa, de Salustio González Rincones.

Además de su obra como dramaturgo y poeta, tradujo poemas de Victor Hugo y de Dante Gabriel Rossetti.
A pesar de su estatus marginado dentro de América Latina, González Rincones contribuyó a la renovación de la literatura en español y se lo suele considerar como el primer vanguardista venezolano.
Su nombre pasó desapercibido durante muchos años, hasta que Jesús Sanoja Hernández realizó una antología de poesía (1978) y otra de teatro (1998) para Monte Ávila Editores. Esto sería posible gracias la labor editorial de Yvonne González Rincones de Klemprer, quien se encargó de organizar los archivos personales del escritor.Su "Carta de Salustio González Rincones para su mamá que está en Nueva York" publicada en 1907 ha sido considerada por Jesús Sanoja Hernández, una de las más grandes revoluciones poéticas venezolanas, ya que en esta obra rompe con el discurso lógico de la poesía del momento para jugar con las palabras.
Luego de este redescubrimiento por parte de Sanoja Hernández, su obra ha sido estudiada por, entre otros, Julio Miranda, Juan Liscano, Arturo Gutierrez Plaza, Rafael Arraiz Lucca, Luis Miguel Isava, Reynaldo Pérez Só, Jesús Montoya, Lorena Quijada Struve, Víctor Manuel Pinto, Santiago Acosta, entre otros.
Para Julio Miranda, su poesía "no es un momento aislado, sino un fragmento lógico del desarrollo de la literatura venezolana".
De su obra ha dicho el poeta y traductor Gregory Zambrano: "(d)e la personalidad de Salustio se dio a conocer su temperamento impulsivo y lúdico al mismo tiempo, que llevó al campo de la poesía y que habría de confluir en una obra extraña, densa, imprevista, sorpresiva, pero también vital, inteligente y audaz".
Para Juan Calzadilla su obra es "la de mayor audacia lingüistica y la más innovadora entre las que, opuestas a la hegemonía del Modernismo de Rubén Darío, y surgidas de éste, precedieron al movimiento vanguardista de la década de los años cuarenta en la poesía venezolana."
Para José Ramón Medina, el único poeta comparable a Salustio González Rincones, es José Antonio Ramos Sucre.
Para Gina Saraceni, Miguel Gomes y Antonio López Ortega: "hoy, aunque no tiene una estatura canónica como la de Ramos Sucre —también «redescubierto» póstumamente—, sí puede considerárselo autor de culto, fuente de inspiración en poetas jóvenes y de continua extrañeza en sus lectores."
Diego Rojas Ajmad, por su parte, considera que pertenece al grupo de los "raros" de la literatura venezolana, junto con Rafael José Muñoz, Emira Rodríguez, fray Juan Antonio Navarrete o Rafael Bolívar Coronado.
En 2023, la Fundación Editorial El perro y la rana publican su obra poética completa, mientras que en 2019, la Editorial Pre-Textos incluye su obra en Rasgos comunes, la gran antología de poesía venezolana del siglo XX.

## Obra

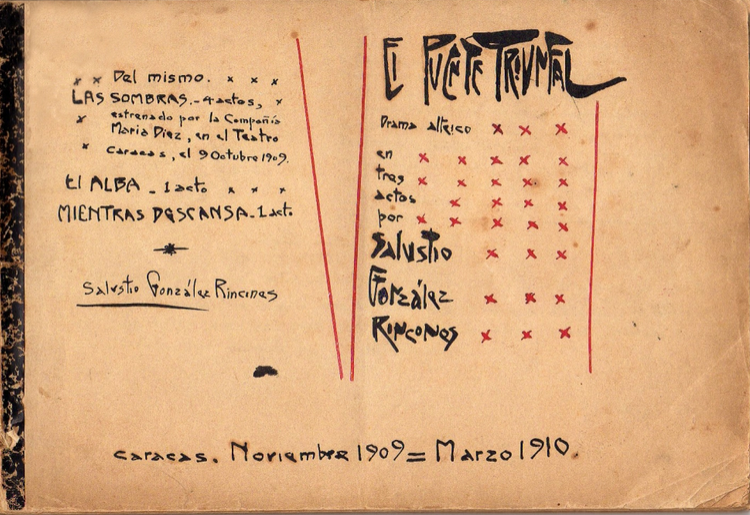
El puente triunfal, de Salustio González Rincones.

### Poesía
- Carta de Salustio González Rincones para su mamá que está en Nueva York (1907)
- Caminos noveles (1907)
- Las cascadas asesinas (1907)
- Llamaradas blancas (1907)
- Trece sonetos con estrambote a Σ (1922)
- Corridos sagrados y profanos (1922)
- Siete sonetos de color (1928)
- La Yerba Santa (1929)
- Viejo jazz (1930)
- Cantando germinan (1932)
- Balnai. Poema de amor y desengaños (1933, póstumo)

### Teatro
- Bolívar, el libertador (1909)
- Las sombras (1909)
- El puente triunfal (1910)
- Naturaleza muerta (1914)

### Antologías
- Antología poética. Caracas: Monte Ávila, 1977.
- Obra (in)completa. Caracas: Fundación Editorial El perro y la rana, 2023.